# القسيمة المزورة (رواية)

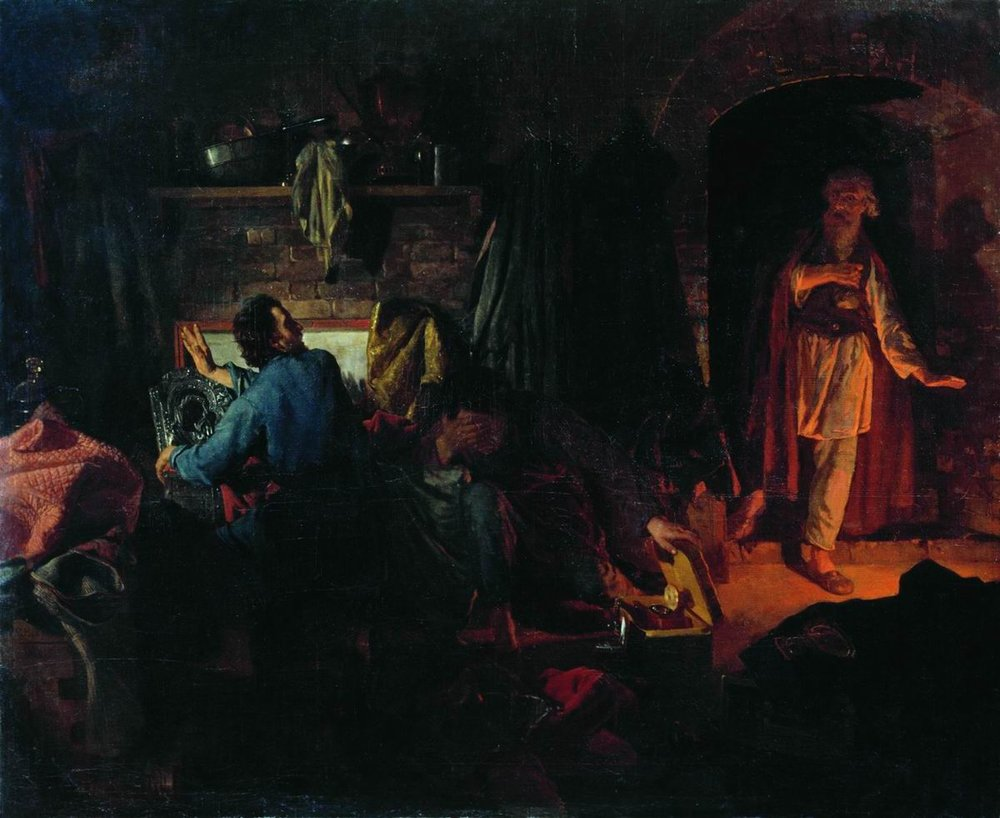
القسيمة المزورة (ليو تولستوي) 1910

القسيمة المزورة (بالروسية: Фальшивый купон, Fal'shivyi kupon) (بالإنجليزية: The Forged Coupon) هي رواية ليو تولستوي من جزأين. على الرغم من أنه تخيل وخطط القصة لأول مرة في أواخر تسعينات القرن التاسع عشر، إلا أنه لم يبدأ في كتابتها حتى عام 1902. وبعد أن كافح عدة سنوات، أكمل القصة أخيرًا في عام 1904؛ ومع ذلك، لم تُنشر حتى جُمِعت بعض أعماله القصيرة وصُنِّفت بعد وفاته في عام 1910.
تنقسم القصة إلى جزئين: في الجزء الأول، يؤدي تزوير شهادة ائتمان صغيرة القيمة، من صنع طالبين، إلى سلسلة من الأحداث يشارك فيها العشرات من الأشخاص الآخرين، مما يؤدي إلى عواقب وخيمة بشكل متزايد؛ وفي الجزء الثاني، يتم تقديم إمكانية الخلاص لمعظم الأبطال الباقين على قيد الحياة.

## أحداث الرواية
الجزء الأول
يرفض والد «ميتيا»، الطالب في المدرسة الثانوية، والبالغ من العمر خمسة عشر عامًا، أن يمنحه سلفة على مخصصاته الشهرية، ويجب عليه أن يعيد ستة روبلات إلى صديق له. يلجأ ميتيا إلى زميله وصديقه «ماخين» وهو المعروف بميله للفجور، ويقترح ماخين أن يرهن ميتجا ساعته، ثم يزور قسيمة الرهن بإضافة الرقم "1" على المبلغ المدون في قسيمة الرهن، ويستخدم القسيمة المزيفة لشراء إطار من متجر للصور من الزوجة الواثقة والساذجة لمالك المتجر. تنتقل القسيمة المزورة بين أيدي آخرين. يتسبب هذا الفعل الشرير في إطلاق سلسلة من الأحداث التي تؤثر على حياة العشرات من الآخرين، عندما يتسبب الزيف، بشكل غير مباشر، في دفع رجلا على أن يقتل امرأة في نهاية الجزء الأول.
الجزء الثاني
يسجن البعض، ويحكم على آخرين بالإعدام، ويغير السجن من أفكار وتصرفات البعض، ويقرر البعض تغيير حياته وخدمة الناس، كما يتمكن أحدهم من الفرار من السجن، وتنتهي الأحداث وميتيا وقد أصبح مهندس تعدين في سيبيريا، بالسجن المؤبد.

## أحداث ما بعد الرواية
بعد أن كتب تولستوي الرواية في سنواته الأخيرة، بعد حرمانه الكنسي، يستمتع بفرصة الكشف عن «التقوى الزائفة ونفاق الدين المنظم». ومع ذلك، فإنه يحافظ على إيمانه الراسخ بقدرة الإنسان على العثور على الحقيقة، لذلك تظل القصة مفعمة بالأمل، خاصة في الجزء الثاني، الذي يوضح أن الأعمال الصالحة يمكن أن تؤثر على الآخرين، كما هو الحال في تأثير الدومينو، تمامًا كما يفعل الشر في الجزء الأول.

## القسيمة المزورة في السينما
صدر فيلم درامي فرنسي 1983 من تأليف وإخراج روبرت بريسون مستوحى، بشكل فضفاض، من الجزء الأول من رواية تولستوي «القسيمة المزورة»، وكان هذا الفيلم الأخير لبريسون، وفاز بجائزة المخرج في مهرجان كان السينمائي 1983، كما فاز بجوائز الجمعية الوطنية لنقاد السينما. تدور أحداث الفيلم حول الشاب الفرنسي نوربرت الذي يطالب والده بزيادة مخصصاته الشهرية، ويلتزم والده، لكن نوربرت يضغط من أجل المزيد، مستشهداً بدين يدين به لزميل في المدرسة. يرفض الأب ويفشل نوربرت مع والدته أيضاً. يحاول نوربرت أن يرهن ساعته لدى صديق، الذي يعطيه بدلاً من ذلك ورقة نقدية مزورة بقيمة 500 فرنك. الفيلم من بطولة كريستيان باتي، وفنسنت ريستيروتشي، وكارولين لانج.

## نقد وتعليقات
كتب كلايف على موقع ويسبرنج ستوريز في 22 أغسطس 2018: «يمكن رؤية المقارنة الفيكتورية الأخرى من خلال أمل تولستوي في أسلوب المسيحية القائم على الحب والاحترام والمساواة بدلاً من العقيدة واللوائح الصادرة عن الكنائس الأرثوذكسية والكاثوليكية والإنجيلية في تلك الفترة. لقد استمتعت حقاً بهذا الجانب من الكتاب».
كتب تود بروير على موقع موكينج بيرد في 24 نوفمبر 2009: «بالنسبة لتولستوي، العالم في معركة مستمرة بين أجرة الخطيئة وقوة الحب الأعظم. القانون ليس ضروريًا لمنع العالم من التدحرج عن محوره - فوجوده أمر مفروغ منه. بدلاً من ذلك، فإن القانون نفسه هو الذي يدفع العالم نحو الدمار. إن نعمة الله التي تحرك الناس في محبة لخدمة بعضهم البعض هي التي تمنع الدمار. تعمل المحبة في كل الحالات على تجاوز قوة الخطيئة. باختصار، الحب يجعل العالم يدور».

## وصلات خارجية
https://www.imdb.com/title/tt0085180/ القسيمة المزورة (رواية)
https://letterboxd.com/film/largent-1983/ القسيمة المزورة (رواية)
https://stringfixer.com/ar/The_Forged_Coupon القسيمة المزورة (رواية)
https://mbird.com/literature/leo-tostoys-forged-coupon/ القسيمة المزورة (رواية)
http://www.online-literature.com/tolstoy/forged-coupon/ القسيمة المزورة (رواية)
https://www.allocine.fr/film/fichefilm_gen_cfilm=29719.html القسيمة المزورة (رواية)